# Алиева, Татьяна Зарфалиевна
Татьяна Зарфалиевна Алиева (род. 10 декабря 1951, Рустави, СССР) — советская и российская актриса театра. Народная артистка Дагестана (2015).

## Биография
Татьяна Алиева родилась 10 декабря 1951 года в Махачкале.

## Учёба
Окончила  Башкирское республиканское культпросветучилище (отделение театрального искусства) в 1973 году. Её педагогом был Белоусов В.В.

## Трудовая биография
После окончания культпросветучилища год работала в Уфимском русском театре. Затем два года отработала в Стерлитамакском русском театре. Также работала в Орском муниципальном Театре драмы им.А.С.Пушкина. 6 января 1978 года устроилась актрисой в Дагестанский государственный русский драматический театр им. М.Горького.

## Творчество
Среди амплуа: характерная героиня, характерная старуха.

### Роли в театре
Основные роли: Агафья Тихоновна ("Женитьба" - Гоголь Н.В.); Рита ("Цилиндр" - Филиппо Э.де).